# Bietielda
Bietielda (ros. Бетельда) – wieś w Rosji, w Dagestanie, w rejonie tlaratińskim. W 2021 liczyła 538 mieszkańców, głównie Awarów.